# Батлуг
Батлуг (хорв. Batlug) — населений пункт у Хорватії, в Істрійській жупанії у складі громади Грачище.

## Населення
Населення за даними перепису 2011 року становило 127 осіб.
Динаміка чисельності населення поселення:

## Клімат
Середня річна температура становить 11,99 °C, середня максимальна – 25,95 °C, а середня мінімальна – -2,42 °C. Середня річна кількість опадів – 1049 мм.
| Клімат поселення                              | Клімат поселення | Клімат поселення | Клімат поселення | Клімат поселення | Клімат поселення | Клімат поселення | Клімат поселення | Клімат поселення | Клімат поселення | Клімат поселення | Клімат поселення | Клімат поселення | Клімат поселення |
| Показник                                      | Січ.             | Лют.             | Бер.             | Квіт.            | Трав.            | Черв.            | Лип.             | Серп.            | Вер.             | Жовт.            | Лист.            | Груд.            |                  |
| Середній максимум, °C                         | 9,22             | 9,87             | 12,46            | 16,50            | 21,19            | 25,17            | 25,95            | 25,33            | 20,58            | 16,18            | 11,26            | 8,52             |                  |
| Середня температура, °C                       | 3,39             | 4,04             | 6,65             | 10,69            | 15,38            | 19,36            | 22,03            | 21,44            | 16,67            | 12,26            | 7,35             | 4,61             |                  |
| Середній мінімум, °C                          | −2,42            | −1,76            | 0,84             | 4,87             | 9,56             | 13,54            | 18,14            | 17,55            | 12,76            | 8,36             | 3,44             | 0,70             |                  |
| Норма опадів, мм                              | 79               | 65               | 77               | 84               | 74               | 86               | 63               | 88               | 93               | 115              | 127              | 98               |                  |
| Середньомісячна швидкість вітру, м/с          | 2.44             | 2.70             | 2.83             | 2.76             | 2.48             | 2.38             | 2.32             | 2.31             | 2.36             | 2.58             | 2.72             | 2.66             |                  |
| Середньомісячна сонячна радіація, кДж/м²·день | 4551             | 7451             | 10706            | 15124            | 19317            | 21036            | 21833            | 18929            | 14066            | 9130             | 4964             | 3880             |                  |
| --------------------------------------------- | ---------------- | ---------------- | ---------------- | ---------------- | ---------------- | ---------------- | ---------------- | ---------------- | ---------------- | ---------------- | ---------------- | ---------------- | ---------------- |
| Джерело:                                      |                  |                  |                  |                  |                  |                  |                  |                  |                  |                  |                  |                  |                  |